# William Windom
William Windom (10 de maio de 1827 – 29 de janeiro de 1891) foi um político norte-americano que serviu na Câmara dos Representantes de 1859 a 1869, no Senado de 1870 a 1881 e também como Secretário do Tesouro dos Estados Unidos em duas ocasiões diferentes: primeiro em 1881 na presidência de James A. Garfield e no início da de Chester A. Arthur, e pela segunda vez de 1889 até sua morte sob o presidente Benjamin Harrison.